# Emmanuel Babayaro
Emmanuel Hyacinth Babayaro (Kaduna, 26 dicembre 1976) è un dirigente sportivo ed ex calciatore nigeriano, di ruolo portiere.
È il fratello maggiore di Celestine Babayaro, ex giocatore di Chelsea e Newcastle United.
Nel novembre 2015 è stato nominato general manager del Kaduna United Football Club.

## Carriera
Ha fatto parte della Nazionale di calcio della Nigeria che vinse l'oro olimpico ai Giochi olimpici 1996, squadra in cui era presente anche il fratello.

## Palmarès

### Club
- Coppa di Turchia: 1

Beşiktaş: 1997-1998

### Nazionale
- Oro olimpico: 1

Atlanta 1996